# Veronica Rayne
Veronica Rayne, née le 29 novembre 1976 à Newbury, dans le Massachusetts, est une actrice pornographique américaine.

## Biographie
Elle danse dans un night-club à Boston où elle y rencontre Jack Vegas avec qui elle ouvre un restaurant et un salon à Tarzana (Los Angeles), le 25 août 2008.
Le 15 août 2015, Veronica Rayne revient dans le porno et travaille pour le site Brazzers.com.

## Récompenses et nominations
Nominations
- 2008 : AVN Award Best Group Sex Scene, Video (Meilleure scène de sexe de groupe - Vidéo) - Upload[2]
- 2009 : AVN Award – The Jenna Jameson Crossover Star of the Year
- 2009 : AVN Award – Best Group Sex Scene (Meilleure scène de sexe de groupe) – Pirates II
- 2009 : XBIZ Award - Crossover Star of the Year

## Source
- (en) Cet article est partiellement ou en totalité issu de l’article de Wikipédia en anglais intitulé « Veronica Rayne » (voir la liste des auteurs).